# 3066 McFadden
3066 McFadden (1984 EO) là một tiểu hành tinh vành đai chính được phát hiện ngày 1 tháng 3 năm 1984 bởi E. Bowell ở Flagstaff (AM). Nó được đặt tên cho Lucy A. McFadden.